# Roua
Pour les îles Roua ou Rowa (Vanuatu), voir îles Rowa.
Roua (en wallon : Rouå) est un hameau de la commune belge de Wanze située en Région wallonne dans la province de Liège.
Avant la fusion des communes de 1977, Roua faisait partie de la commune de Vinalmont.

## Situation
Roua est un hameau hesbignon implanté dans un vallon formé par le petit ruisseau du Fond du Roua (altitude : 150 m). Il est situé au nord-ouest du village de Vinalmont, au nord de Wanzoul et au sud-est de Fumal. 
L'autoroute E42 passe à quelques hectomètres au nord-ouest du hameau (sortie n°7).

## Patrimoine
Le site de l'ancienne carrière du Fond du Roua est repris sur la liste du patrimoine immobilier classé de Wanze depuis 1985.
La petite chapelle Notre-Dame du Roua.

## Source et lien externe
- http://www.vinalmont.be/presentation/patrimoine